# Suzanne Flon
Pour les articles homonymes, voir Flon.
Suzanne Flon, née le 28 janvier 1918 au Kremlin-Bicêtre et morte le 15 juin 2005 dans le 8e arrondissement de Paris, est une actrice française.

## Biographie

### Jeunesse
Issue d'un milieu modeste, Suzanne Flon, fille d'un conducteur de tramway de la ligne de la Bastille résidant à Fontenay-sous-Bois, a découvert la comédie grâce à l'une de ses institutrices qui lui apprit à bien dire les vers et lui donna surtout le goût de les réciter. Elle commence des études pour devenir institutrice avec son amie Simone Triorot[réf. nécessaire].

### Carrière
Comme elle parle l'anglais et l'italien, elle commence sa vie professionnelle comme interprète aux grands magasins Au Printemps, puis elle est quelques mois la secrétaire d'Édith Piaf, elle monte sur les planches en 1943 dans Le Survivant de Raymond Rouleau sous le nom d'Anne Lancel, puis l'année suivante dans Antigone de Jean Anouilh, au théâtre de l'Atelier. Elle fait ses débuts au cinéma en 1947 dans Capitaine Blomet d'Andrée Feix.
Suzanne Flon obtient la notoriété avec des pièces comme L'Alouette de Jean Anouilh ou La Petite Hutte d’André Roussin. Elle s'affiche aussi régulièrement sur les grands et petits écrans. En 1961, elle fait une interprétation remarquée d'une mère dans le film Tu ne tueras point de Claude Autant-Lara. Elle travaille avec certains des grands metteurs en scène français, tels qu'André Barsacq et Jean Vilar. Suzanne Flon a aussi tourné avec John Huston, avec lequel elle eut une liaison, Orson Welles, Joseph Losey, Jean Becker, Emil-Edwin Reinert, etc. Elle a également joué dans Le Complexe de Philémon avec Henri Guisol.
À 81 ans, elle joue encore sur les planches dans L'Amante anglaise de Marguerite Duras et aurait dû jouer fin 2005 à Paris dans Savannah Bay.
Elle s'appuyait aussi sur une voix caractéristique, chaude et légèrement pointue. Elle a été pendant plus de soixante ans une valeur sûre du théâtre français.

### Mort et hommages
Suzanne Flon meurt le 15 juin 2005 à Paris à l'âge de 87 ans, des suites d'une gastro-entérite, quelques semaines après la fin du tournage du film Fauteuils d'orchestre où elle joue la grand-mère du personnage interprété par Cécile de France. Le film lui est dédié, avec une mention avant le générique de fin.
Elle est incinérée au Crématorium-columbarium du Père-Lachaise,.

## Filmographie

### Longs métrages
- 1941 : Ce n'est pas moi de Jacques de Baroncelli
- 1942 : L'Ange de la nuit d'André Berthomieu - (sous le pseudonyme d'Annie Lancel)
- 1943 : Le colonel Chabert de René Le Hénaff
- 1947 : Capitaine Blomet d'Andrée Feix
- 1948 : Suzanne et ses brigands de Yves Ciampi: Suzanne Séguin
- 1949 : Dernier Amour de Jean Stelli : Simone
- 1949 : La Cage aux filles de Maurice Cloche : Mme Édith
- 1950 : Rendez-vous avec la chance de Emil-Edwin Reinert : Blanche Pidoux-Bobin
- 1951 : La Belle Image de Claude Heymann : Lucienne Chenal
- 1951 : Procès au Vatican de André Haguet : mère Agnès de Jésus
- 1952 : Moulin Rouge de John Huston : Myriam Hayam
- 1955 : Dossier secret (Mr. Arkadin) d'Orson Welles : la baronne de Nagel
- 1961 : Tu ne tueras point de Claude Autant-Lara : Mme Cordier
- 1961 : Les Amours célèbres un film à sketches inspiré des bandes dessinées de Paul Gordeaux, de Michel Boisrond, dans le sketch : Agnès Bernauer : Ursula, la margravine
- 1962 : Un singe en hiver d'Henri Verneuil : Suzanne Quentin, la femme d'Albert
- 1962 : Le Procès - (The trial) d'Orson Welles : Miss Pittl
- 1963 : Château en Suède de Roger Vadim : Agathe
- 1963 : La Porteuse de pain de Maurice Cloche : Mme Lison / Jeanne Fortier
- 1964 : Le Train - (The train) de John Frankenheimer : Mlle Villard
- 1966 : Si j'étais un espion de Bertrand Blier : Geneviève Laurent
- 1966 : Le Soleil des voyous de Jean Delannoy : Marie-Jeanne Farrand
- 1967 : Le Franciscain de Bourges de Claude Autant-Lara : Mme Toledano
- 1967 : Tante Zita de Robert Enrico : Yvette
- 1968 : La Chasse royale de François Leterrier : Céline
- 1969 : Sous le signe du taureau de Gilles Grangier : Christine Raynal
- 1969 : Jeff de Jean Herman : Mme de Groote
- 1970 : Teresa de Gérard Vergez : Térésa
- 1970 : Aussi loin que l'amour de Frédéric Rossif : la capitaine
- 1972 : Les Volets clos de Jean-Claude Brialy : Rosalie
- 1973 : Le Silencieux de Claude Pinoteau : Jeanne
- 1973 : Un amour de pluie de Jean-Claude Brialy : Mme Édith
- 1974 : La Fille d'Amérique - (The Crazy American Girl) de David Newman
- 1975 : Black Out - Le Naufrageur (film resté inédit) de Philippe Mordacq - la barmaid
- 1975 : Docteur Françoise Gailland de Jean-Louis Bertuccelli : Geneviève Liénard
- 1976 : Monsieur Klein de Joseph Losey : la concierge
- 1976 : Monsieur Albert de Jacques Renard : Man-Louise
- 1976 : Comme un boomerang de José Giovanni : Mme Grimaldi
- 1981 : Quartet de James Ivory : Mme Hautchamp
- 1983 : L'Été meurtrier de Jean Becker : Nine, dite « Cognata »
- 1986 : Le Journal d'un vieux fou (en) - (Dagboek van een oude dwaas) de Lili Rademakers : Denise Hamelinck
- 1987 : En toute innocence de Alain Jessua : Clémence
- 1987 : Noyade interdite de Pierre Granier-Deferre : Hazelle
- 1989 : La Vouivre de Georges Wilson : Louise Muselier
- 1990 : Gaspard et Robinson de Tony Gatlif : Mamie
- 1992 : Voyage à Rome de Michel Lengliney : la mère
- 1998 : Les Enfants du marais de Jean Becker : la vieille Cricri
- 1999 : Je suis né d'une cigogne de Tony Gatlif : la voisine
- 2001 : Un crime au Paradis de Jean Becker : la maîtresse
- 2002 : Mille Millièmes, fantaisie immobilière de Rémi Waterhouse : Mme Chartreux
- 2003 : Effroyables Jardins de Jean Becker : Marie Gerbier
- 2003 : La Fleur du mal de Claude Chabrol : tante Line
- 2004 : La Demoiselle d'honneur de Claude Chabrol : Mme Crespin
- 2005 : Joyeux Noël de Christian Carion : la châtelaine
- 2006 : Fauteuils d'orchestre de Danièle Thompson : Mme Roux

### Courts métrages et documentaires
- 1961 : Madame se meurt (court métrage) de Jean Cayrol et Claude Durand : narration
- 1962 : Mourir à Madrid (documentaire) de Frédéric Rossif : voix
- 1967 : La Révolution d'octobre (documentaire) de Frédéric Rossif : voix
- 1970 : La Route Romane d'Yvan Butler et Frédéric Rossif (moyen métrage, documentaire) : voix
- 1974 : Georges Braque ou le temps différent (documentaire) de Frédéric Rossif : Voix
- 1979 : Pablo Picasso, peintre (documentaire) de Frédéric Rossif - Voix uniquement
- 1980 : Une voix (court métrage) de Dominique Crèvecœur
- 1986 : Triple Sec d'Yves Thomas (court-métrage)

### Télévision
- 1954 : Face of Paris, épisode : Your favorite story de Leslie Goodwins et Jacques Nahum
- 1960 : Un beau dimanche de septembre de Marcel Cravenne : Adriana
- 1962 : Le mal court, réalisation d'Alain Boudet d'après la pièce de théâtre de Jacques Audiberti
- 1968 : Délire à deux de Michel Mitrani
- 1973 : Les Enquêtes du commissaire Maigret, épisode : Maigret et le corps sans tête de Marcel Cravenne : Aline Calas
- 1973 : Au théâtre ce soir : Le Complexe de Philémon de Jean Bernard-Luc, mise en scène René Clermont, réalisation Georges Folgoas, Théâtre Marigny : Hélène
- 1974 : Le Tour d'écrou de Raymond Rouleau d'après Henry James : Elizabeth Guiddens
- 1974 : Messieurs les jurés : L'Affaire Varnay d'André Michel
- 1977 : La Vérité de madame Langlois de Claude Santelli
- 1980 : Le Curé de Tours d'après le roman d'Honoré de Balzac : Mademoiselle Gamart
- 1984 : Dialogues des Carmélites d'après Gertrud von Le Fort et Georges Bernanos : La Mère Supérieure
- 1984 : Mademoiselle Clarisse d'Ange Casta, d'après Violette Leduc : Clarisse
- 1986 : Le Cadeau de Sébastien de Franck Appréderis : Georgette
- 2002 : Le Miroir d'Alice de Marc Rivière

### Doublage
- 1976 : La Marquise d'O... : la colonelle, mère de la marquise (Edda Seippel)
- 1977 : Providence : Molly Langham / Helen Wiener (Elaine Stritch)
- 1989 : Miss Daisy et son chauffeur : Daisy Werthan (Jessica Tandy)

## Théâtre
- 1943 : Le Survivant de Jean-François Noël, mise en scène Raymond Rouleau, Comédie des Champs-Élysées
- 1944 : Antigone de Jean Anouilh, mise en scène André Barsacq, Théâtre de l'Atelier
- 1946 : Roméo et Jeannette de Jean Anouilh, mise en scène André Barsacq, Théâtre de l'Atelier
- 1947 : Le mal court de Jacques Audiberti, mise en scène Georges Vitaly, Théâtre Charles de Rochefort, Théâtre de Poche, Comédie des Champs-Élysées, Théâtre des Noctambules
- 1947 : La Petite Hutte d'André Roussin, mise en scène de l'auteur, Théâtre des Nouveautés, Théâtre des Célestins
- 1950 : Le Complexe de Philémon de Jean Bernard-Luc, mise en scène Christian-Gérard, Théâtre Montparnasse
- 1953 : L'Heure éblouissante d'Anna Bonacci, mise en scène Fernand Ledoux, avec Jeanne Moreau, Théâtre Antoine
- 1953 : L'Alouette de Jean Anouilh, mise en scène Jean Anouilh et Roland Piétri, avec Michel Bouquet, Théâtre Montparnasse
- 1955 : Le mal court de Jacques Audiberti, mise en scène Georges Vitaly, Théâtre La Bruyère
- 1957 : La Mégère apprivoisée de William Shakespeare, mise en scène Georges Vitaly, Théâtre de l'Athénée
- 1958 : L'intrigante amoureuse de Carlo Goldoni, adaptation Denise Lemaresquier, mise en scène Maurice Guillaud, Petit Théâtre de Paris
- 1959 : On ne badine pas avec l'amour d'Alfred de Musset, mise en scène René Clair, avec Gérard Philipe, TNP Théâtre de Chaillot
- 1959 : Un beau dimanche de septembre d'Ugo Betti, mise en scène André Barsacq, avec Claude Rich, théâtre de l'Atelier
- 1960 : De doux dingues de Michel André, mise en scène Jean Le Poulain, théâtre Édouard-VII
- 1961 : Le mal court de Jacques Audiberti, mise en scène André Reybaz, Comédie du Nord Tourcoing
- 1961 : Hélène ou la joie de vivre d'André Roussin et Madeleine Gray, d'après John Erskine, mise en scène Louis Ducreux, théâtre de la Madeleine
- 1961 : La Nuit des rois de William Shakespeare, adaptation Nicole et Jean Anouilh, mise en scène Jean Le Poulain, théâtre du Vieux-Colombier
- 1962 : Les Petits Renards de Lillian Hellman, mise en scène Pierre Mondy, théâtre Sarah-Bernhardt
- 1963 : L'Acheteuse de Steve Passeur, mise en scène Jean Anouilh et Roland Piétri, Comédie des Champs-Élysées
- 1964 : L'Alouette de Jean Anouilh, mise en scène Jean Anouilh et Roland Piétri, Festival de la Cité Carcassonne
- 1965 : Victimes du devoir d'Eugène Ionesco, mise en scène Antoine Bourseiller, Poche Montparnasse
- 1965 : La Cerisaie d'Anton Tchekov, mise en scène Sacha Pitoëff, Théâtre Moderne
- 1966 : Richard III de William Shakespeare, mise en scène Roger Planchon, Festival d'Avignon
- 1967 : Richard III de William Shakespeare, mise en scène Roger Planchon, Théâtre de la Cité Villeurbanne
- 1967 : La Baye de Philippe Adrien, mise en scène Antoine Bourseiller, Festival d'Avignon
- 1967 : L'Alouette de Jean Anouilh, mise en scène Jean Anouilh et Roland Piétri, Théâtre de Paris
- 1968 : La Baye de Philippe Adrien, mise en scène Antoine Bourseiller, Théâtre de Chaillot
- 1969 : Teresa de Natalia Ginzburg, mise en scène Gérard Vergez, avec Robert Rimbaud, Théâtre 347
- 1970 : Ce soir on improvise de Luigi Pirandello, mise en scène Gérard Vergez, avec Claude Piéplu, Festival d'Avignon
- 1972 : Les Veufs de Bernard Mazeas, mise en scène Antoine Bourseiller, Théâtre du Gymnase
- 1973 : Le Long Voyage vers la nuit d'Eugene O'Neill, mise en scène Georges Wilson, Théâtre de l'Atelier
- 1976 : Les dames du jeudi de Loleh Bellon, mise en scène Yves Bureau, avec Dominique Blanchar, Comédie des Champs-Élysées
- 1978 : La Cinéscenie, Puy du Fou
- 1978 : Changement à vue de Loleh Bellon, mise en scène Yves Bureau, Théâtre des Mathurins
- 1979 : Changement à vue de Loleh Bellon, mise en scène Yves Bureau, Théâtre Tristan Bernard
- 1980 : Le Cœur sur la main de Loleh Bellon, mise en scène Jean Bouchaud, Studio des Champs-Élysées
- 1982 : Le Cœur sur la main de Loleh Bellon, mise en scène Jean Bouchaud, Théâtre des Célestins
- 1983 : Chacun sa vérité de Luigi Pirandello, mise en scène François Périer, avec Robert Hirsch, Guy Tréjan, Comédie des Champs-Élysées
- 1985 : Gigi de Colette, mise en scène Jean Meyer, Théâtre des Nouveautés
- 1986 : Léopold le bien-aimé de Jean Sarment, mise en scène Georges Wilson, avec Jacques Dufilho, Georges Wilson, Théâtre de l'Œuvre
- 1988 : Une absence de Loleh Bellon, mise en scène Maurice Bénichou, Théâtre des Bouffes-Parisiens
- 1989 : Une absence de Loleh Bellon, mise en scène Maurice Bénichou, Théâtre des Célestins
- 1991 : L'Antichambre de Jean-Claude Brisville, mise en scène Jean-Pierre Miquel, théâtre de l'Atelier
- 1992 : L'Antichambre de Jean-Claude Brisville, mise en scène Jean-Pierre Miquel, théâtre de Nice
- 1993 : L'Antichambre de Jean-Claude Brisville, mise en scène Jean-Pierre Miquel, théâtre des Célestins
- 1995 : La Chambre d'amis de Loleh Bellon, mise en scène Jean Bouchaud, Petit Théâtre de Paris
- 1999 : L'Amante anglaise de Marguerite Duras, mise en scène Patrice Kerbrat, avec Jean-Paul Roussillon, théâtre de l'Œuvre

## Distinctions
- Festival de Venise
  - 1961 : Coupe Volpi de la meilleure actrice à la Mostra de Venise pour Tu ne tueras point
  - 1970 : Prix de la meilleure actrice au Festival international du film de Taormine (Sicile) pour Teresa
- César
  - 1984 : César du meilleur second rôle féminin pour L'Été meurtrier
  - 1990 : César du meilleur second rôle féminin pour La Vouivre
- Molière
  - 1987 : Molière de la comédienne pour Léopold le bien-aimé
  - 1989 : Nomination pour le Molière de la comédienne pour Une absence
  - 1992 : nomination pour le Molière de la comédienne pour L'Antichambre
  - 1992 : prix "Reconnaissance des cinéphiles" décerné par l'association "Souvenance de Cinéphiles" de Puget-Théniers pour l'ensemble de sa carrière au théâtre de Nice après la représentation de l'Antichambre en présence du comédien Henri Guisol.
  - 1995 : Molière de la comédienne pour La Chambre d'amis
  - 2000 : nomination pour le Molière de la comédienne pour L'Amante anglaise
- Prix du Syndicat de la critique 1981 : meilleure comédienne pour Le Cœur sur la main
- 2002 : prix du Brigadier : Brigadier d'honneur pour l'ensemble de sa carrière